# Панвіла (підрозділ окружного секретаріату)
Підрозділ окружного секретаріату Панвіла — підрозділ окружного секретаріату округу Канді, Центральна провінція, Шрі-Ланка. Складається з 14 Грама Ніладхарі.